# 官姓
官姓是中國的一個姓氏，它的由來其說法有以下幾種：是周朝的官名演變而來；根據《姓氏考略》記載和《左傳》的記載表示，姓官姓的人是因為本來就有當官的命而來；清代時有官姓的人民渡海來台，目前在台北、新竹、宜蘭和台南、嘉義都有官姓的後代正居住著。

## 姓氏源流
- 源流一：出自晋公，以封地为姓氏。

- 源流二：出自关姓。始祖（讳）膺公乃解良蒲州人（今山西省運城市一帶）也，大夏关龙逢之后。因唐懿宗年间黄巢播乱，乃携祖母朱氏逃入福建汀州府宁化县石壁村避难，改姓官；广东普宁及台湾等地的官姓皆是「关」改「官」。

- 源流三：据《姓苑》及《左传》所载，官有世功，邑亦如之。古人以官命族，故有官姓。

- 源流四：出自外族。新疆锡伯族「官加（关佳）氏」之汉姓縮簡为官；满族瓜尔佳氏和蒙古族奎木特氏在清朝有改为官氏，如今满、蒙、锡伯族、藏、仫佬和彝等民族均有官姓。

- 源流五：出自周代，以官职名姓。据《姓苑》所载，周大夫刘定公为官师（官吏之长），其后以官为氏。刘定公，周代人，周大夫劉康公之子。刘康公为春秋时人，其事迹见于《左传》。刘定公以「夏」为其名，其它不详，后世官姓有尊其为始祖。

- 源流六：出自楚懷王次子子兰公之后，子蘭受封为上官邑大夫，故以上官为姓。上官姓曾多次搬遷，秦滅六國後，上官姓等楚國大姓被朝廷強制遷徙至關中[1]；而後，上官姓於今天的甘肅省天水地方紮根，成為當地望族。唐朝末年時，上官姓大舉南遷，搬遷到福建省，在當地定居。有上官氏將姓氏简化而成官姓。

## 古代
- 官廉：明朝政治人物
- 官箴：晚明官員
- 官賢：明朝政治人物
- 官應震：明朝政治人物
- 官文：清朝晚期人物，湖廣總督

## 延伸阅读
[在维基数据编辑]
 《欽定古今圖書集成·明倫彙編·氏族典·官姓部》，出自陈梦雷《古今圖書集成》

1. ↑  《通志·氏族略》：上官氏。楚王子蘭，為上官邑大夫，因以為氏。秦滅楚，徙隴西之上邽。漢有右將軍安陽侯上官桀，生安桑樂侯，女為昭帝皇后，拜車騎將軍，後以反伏誅。裔孫勝。